# 刘景 (城阳王)
刘景（？—前20年），汉朝宗室，西汉第八代城阳王。第一任城阳景王刘章是汉高祖刘邦孙子，参与平定诸吕之乱。前44年，其父刘恢死后，刘景袭位，在位二十四年。前20年，刘景去世，谥号孝，

## 兒子
- 儿子刘云嗣位。
- 另有子刘俚，年长于刘云，后来也当了城阳王。
- 又有桃山侯劉欽。

| 前任： 父刘恢 | 西汉城阳王 前43年—前20年 | 繼任： 子刘云 |